# ATP de Londres
O WTA de Londres – ou AXA Cup, na última edição – foi um torneio de tênis profissional masculino, de nível ATP International Series Gold.
Realizado em Londres, capital do Reino Unido, estreou em 1990 e durou quatro edições, possuindo um hiato. Os jogos eram disputados em quadras duras cobertas durante o mês de fevereiro.

## Finais

### Simples
| Ano                                     | Campeã             | Vice-campeã        | Resultado       |
| --------------------------------------- | ------------------ | ------------------ | --------------- |
| 2000                                    | Marc Rosset        | Yevgeny Kafelnikov | 6–4, 6–4        |
| 1999                                    | Richard Krajicek   | Greg Rusedski      | 7–66, 56–7, 7–5 |
| 1998                                    | Yevgeny Kafelnikov | Cédric Pioline     | 7–5, 6–4        |
| Torneio não realizado entre 1997 e 1991 |                    |                    |                 |
| 1990                                    | Jakob Hlasek       | Michael Chang      | 7–6, 6–3        |

### Duplas
| Ano                                     | Campeãs                           | Vice-campeãs                        | Resultado        |
| --------------------------------------- | --------------------------------- | ----------------------------------- | ---------------- |
| 2000                                    | David Adams John-Laffnie de Jager | Jan-Michael Gambill Scott Humphries | 6–3, 76–7, 7–611 |
| 1999                                    | Tim Henman Greg Rusedski          | Bryon Black Wayne Ferreira          | 6–3, 7–66        |
| 1998                                    | Martin Damm Jim Grabb             | Yevgeny Kafelnikov Daniel Vacek     | 6–4, 7–5         |
| Torneio não realizado entre 1997 e 1991 |                                   |                                     |                  |
| 1990                                    | Jim Grabb Patrick McEnroe         | Rick Leach Jim Pugh                 | 7–6, 4–6, 6–3    |